# Hartmut Schade
Hartmut Schade, född 13 november 1954 i Radeberg, Tyskland, är en östtysk fotbollsspelare som tog OS-guld i fotbollsturneringen vid de olympiska sommarspelen 1976 i Montréal.